# NGC 1114
NGC 1114 este o galaxie spirală situată în constelația Eridanul. A fost descoperită în 6 octombrie 1785 de către William Herschel. Se află la o distanță de 51,05 de megaparseci de Pământ.